# Callyspongia californica
Callyspongia californica är en svampdjursart som beskrevs av Dickinson 1945. Callyspongia californica ingår i släktet Callyspongia och familjen Callyspongiidae. Inga underarter finns listade i Catalogue of Life.